# Takács Vilmos
Takács Vilmos „Vilkó” (Zalaegerszeg, 1981. július 1. –) magyar zenész, gitáros, dalszerző.

## Pályakép
Takács Vilmos a Külkereskedelmi Főiskola BGF karán szerzett közgazdász diplomát gazdaságdiplomácia és nemzetközi menedzsment szakon. Tanulmányait egy posztgraduális egyetemi képzés keretein belül a Nyugat-Magyarországi Egyetem közgazdaságtan karán folytatta turizmus szakon, ahol szintén közgazdász diplomát szerzett.
2006-tól az IBM ISSC Hungary vállalatnál előbb a német beszerzési részlegen, majd a magyar beszerzési részlegen, végül a német sales részlegen kamatoztatta a közgazdász szakokon szerzett tudását, 11 évet töltött el a cégnél.
Fő profilja az élőzene, de ezenfelül foglalkozik zenekari hangosítással, zenekari menedzsmenttel, közösségi médiával, koncertszervezéssel, grafikai tervezéssel, turnémenedzsmenttel, toborzással, PR-ral, produceri munkákkal, stúdiófelvételek lebonyolításával. 1993 óta zenél, országos turnékon 2001 óta vesz részt, azóta több ezer koncerten tudhat maga mögött Európa-szerte, a mai napig aktív koncertzenész átlagosan évi száz fellépéssel, melyek nagy részét saját maga szervezi, bonyolítja le. 2001 óta jelennek meg zenei kiadványai több műfajban, 2018-ban és 2021-ben a szakma Fonogram díjjal jutalmazza a Ganxsta Zolee és a Kartel zenekarral való zenealkotói tevékenységét. 2004 óta végez produceri munkákat, a zenekari dalszerzés, illetve a felvételek vezetője, 2019 óta saját hangstúdióban végzi a hangfelvételi tevékenységeit.
2009 óta publikál online kulturáli8s oldalakon (pl. ekultura.hu), illetve jelennek meg cikkei országos lapokban (pl. Hammerworld). 2013-ban jelent meg első kötete, amely a Guns N’ Roses zenekar munkásságát, történetét dolgozza fel egy sajátos aspektusból, magyar vonatkozásokkal, dalelemzésekkel.
2010 óta rendszeresen szervez tematikus, egy szál gitáros esteket, ahol mindig egy adott téma köré csoportosítja a dalokat, amely lehet műfaj, korszak, zenekar. Ezek a fellépések edukációs vonzatúak annak érdekében, hogy a közönség a lehető legtöbbet megtudhasson egy adott műfaj mélységeiről.
2014 óta a Ganxsta Zolee és a Kartel zenekar gitárosa. A zenekar alapító frontemberével 2019-ben alapított blues együttese, a Dos Diavolos nagy sikert ért el rövid időn belül, hiszen ezzel a duóval egy olyan, idáig Magyarországon ismeretlennek ható műfajt sikerült meghonosítani, amely elsősorban a Mississippi deltájának környékén terjedt el a 20. század elején. Ezzel a duóval 2021-ben jelentették meg első, Egyenesen a mocsárból című nagylemezüket.
A grunge műfaj igen közel áll hozzá. A Nirvana együttes előtt tiszteleg akusztikus és hangos koncertekkel egyaránt a Nirvana tribute by Lugosi Dani és Takács Vilkó formáció, de az Alice in Chains dalait is több ízben megidézte, tematikus estek szervezésével.
2020 óta saját dalaiból álló szólólemezén dolgozik, számos hazai vendégénekes és zenész közreműködésével, amely várhatóan 2022 végén jelenik meg.

## Zenekarok
- ReACToR – 2001-2007
- Hollywood Rose (tribute to Guns N’ Roses) – 2007–2014
- Action – 2013–2015
- Vilkó egy szál gitárral (szólóműsorok) – 2011–
- Ganxsta Zolee és a Kartel – 2014–
- Nirvana Tribute by Lugosi Dani és Takács Vilkó – 2015–
- Dos Diavolos – 2019–
- Tankcsapda - 2025-

## Zeneszerző
- BP Underground ROCK (zenetörténeti dokumentumfilm) – 2020[9]

## Könyv
- Pisztolytáska és Rózsapatron, avagy a Guns N’ Roses és én – 2013 (Pluralica)[10]

## Díjak
- Fonogram díj – Ganxsta Zolee és a Kartel – K.O. (2018)
- Fonogram díj – Ganxsta Zolee és a Kartel – OldSkool (2021)